# 布萊克伯德 (特拉華州)
布萊克伯德（英語：Blackbird）是位於美國特拉華州紐卡斯爾縣的一個非建制地區。該地的面積和人口皆未知。

## 地理
布萊克伯德的座標為39°22′15″N 75°39′33″W / 39.37083°N 75.65917°W，而該地的平均海拔高度為14米（即46英尺）。